# Turismo en Barranquilla

## Turismo en Barranquilla
El turismo en Barranquilla corresponde al conjunto de actividades turísticas desarrolladas en esta ciudad del departamento del Atlántico, Colombia. Este sector es impulsado por el Ministerio de Comercio, Industria y Turismo a nivel nacional; por la Gobernación del Atlántico, a través de su Comité Mixto de Promoción del Atlántico, y por el Instituto Distrital de Cultura y Turismo de la Alcaldía de Barranquilla. También participan entidades privadas y asociaciones como la Cámara de Comercio de Barranquilla, la Secretaría de Educación Distrital, el Comité Intergremial, Comfamiliar del Atlántico, Combarranquilla, el periódico El Heraldo, la Fundación Promigás, Ediciones Uninorte, la Librería Nacional, la Alianza Francesa, la Biblioteca Piloto del Caribe, la Biblioteca Infantil Piloto del Caribe, la Fundación Amigos de los Niños y el Parque Cultural del Caribe.

### Eventos y atractivos culturales
El principal motor turístico de la ciudad es el Carnaval de Barranquilla, declarado Obra Maestra del Patrimonio Oral e Intangible de la Humanidad por la UNESCO en 2003 y Patrimonio Cultural de la Nación en 2002. Este evento atrae cada año a cientos de miles de visitantes nacionales e internacionales, generando un importante impacto económico y promoviendo la cultura local.  
En temporada de carnaval, el Ministerio de Comercio, Industria y Turismo, junto con los Ministerios de Defensa y Transporte, y entidades como las Fuerzas Armadas, la Policía de Carreteras, el Instituto Nacional de Vías y el Instituto Nacional de Concesiones, implementan planes de movilidad y seguridad para facilitar la llegada de turistas.
Además del carnaval, Barranquilla promueve otras modalidades de turismo como el de negocios, salud y cultural, con proyectos de infraestructura y eventos como el Carnaval de las Artes, el Barranquijazz Festival, la Feria Sabor Barranquilla y las actividades del Gran Malecón del Río.

### Estadísticas de visitantes
Según cifras de la Secretaría de Desarrollo Económico de Barranquilla, la ciudad recibió en 2023 un total de 1,5 millones de visitantes, de los cuales cerca de 80.000 fueron turistas internacionales. Estos números representan un crecimiento sostenido respecto a las décadas anteriores. En 2007, por ejemplo, el Departamento Administrativo de Seguridad (DAS) registró la llegada de 41.657 viajeros internacionales entre enero y noviembre, un aumento del 7% frente al mismo periodo de 2006.

### Oferta turística
Barranquilla cuenta con una creciente infraestructura hotelera, centros de convenciones, zonas de restauración y espacios culturales como:
- Museo del Caribe
- Museo de Arte Moderno de Barranquilla
- Teatro Amira de la Rosa
- Gran Malecón del Río
- Zoológico de Barranquilla
- Playas cercanas como Puerto Colombia y Salgar